# Axino
L'axino o assino è una particella elementare ipotetica prevista da alcune teorie della fisica delle particelle. La Teoria di Peccei-Quinn tenta di spiegare i fenomeni osservati conosciuti come  problema di CP forte introducendo una particella scalare reale ipotetica chiamata assione (axione).  Aggiungendo supersimmetria al modello si prevede l'esistenza di una superpartner fermionica per l'assione (o axione), l'axino, e una superpartner bosonica, il saxione, tutti affastellati in un supercampo chirale.
L'axino è stato previsto come la particella supersimmetrica più leggera in tale modello.  In parte a causa di questa proprietà, è considerato un candidato per la composizione della materia oscura. 